# ツール・ド・フランス1949
ツール・ド・フランス1949は、ツール・ド・フランスとしては36回目の大会。1949年6月30日から7月24日まで、全21ステージで行われた。

## レース概要
この年のジロ・デ・イタリアを制したファウスト・コッピに加え、前年のツール覇者、ジーノ・バルタリ、さらに昨年のジロを制し、今回はカデット・イタリアチームの一員として出場した、ツール初登場のフィオレンツォ・マーニら、イタリア勢が大暴れした大会。
第10ステージをマーニが制するとともに、マイヨ・ジョーヌも手中に入れ、マーニは第15ステージまでマイヨを守るが、第16ステージでコッピとバルタリの2人が他を圧倒し、最後は2人揃ってゴール。この時点でマイヨはバルタリに渡った。
しかし第17ステージにおいて、コッピが区間2位のバルタリに4分55秒の差をつける圧勝劇を演じてマイヨを奪取。そして第20ステージの個人タイムトライアルにおいても、コッピはバルタリにこの区間だけで7分2秒の差をつけ、史上初の同一年度ジロ、ツールのダブル制覇（ダブルツール）を果たした。

## 総合成績
| 順位 | 選手名                   | 国籍           | 時間            |
| ---- | ------------------------ | -------------- | --------------- |
| 1    | ファウスト・コッピ       | イタリア       | 149時間40分49秒 |
| 2    | ジーノ・バルタリ         | イタリア       | +10分55秒       |
| 3    | ジャック・マリヌリ       | フランス       | +25分13秒       |
| 4    | ジャン・ロビック         | フランス       | +31分28秒       |
| 5    | マルセル・デュポン       | フランス       | +38分59秒       |
| 6    | フィオレンツォ・マーニ   | イタリア       | +42分10秒       |
| 7    | スタン・オッカー         | ベルギー       | +44分35秒       |
| 8    | ジャン・ゴルトシュミット | ルクセンブルク | +47分24秒       |
| 9    | アポ・ラザリデ           | フランス       | +52分28秒       |
| 10   | ピエール・コガン         | フランス       | +1時間08分55秒  |

### マイヨ・ジョーヌ保持者
| 選手名                 | 国籍     | 首位区間         |
| ---------------------- | -------- | ---------------- |
| マルセル・デュソル     | フランス | 第1              |
| ロジェ・ランブルシュ   | ベルギー | 第2              |
| ノルベール・カラン     | ベルギー | 第3              |
| ジャック・マリヌリ     | フランス | 第4-第6、第8-第9 |
| フィオレンツォ・マーニ | イタリア | 第10-第15        |
| ジーノ・バルタリ       | イタリア | 第16             |
| ファウスト・コッピ     | イタリア | 第17-最終        |

### 各部門賞結果
| 第36回 ツール・ド・フランス 1949 |                                    |
| 全行程                           | 21区間、 4808km                    |
| 総合優勝                         | ファウスト・コッピ 149時間40分49秒 |
| 2位                              | ジーノ・バルタリ +10分55秒         |
| 3位                              | ジャック・マリヌリ +25分13秒       |
| 4位                              | ジャン・ロビック +31分28秒         |
| 5位                              | マルセル・デュポン +38分59秒       |
| 山岳賞                           | ファウスト・コッピ 81ポイント      |
| 2位                              | ジーノ・バルタリ 68ポイント        |
| 3位                              | ジャン・ロビック 63ポイント        |